# اژدهای باکونی
اژدهای باکونی (نام علمی: Bakonydraco) نام یک سرده از تیره اژدرهایان است.